# Amable de Quélen
Amable-Gilles-Anne, comte de Quélen, né à Paris le 30 juin 1773  et mort au château de la Ville-Chevalier le 14 mai 1840, est un homme politique français.

## Biographie
Fils du chef d'escadre Jean-Claude-Louis de Quélen, il émigra à la Révolution avec son oncle, le marquis d'Autichamp, rentra en France sous le Consulat, mais n'exerça aucune fonction publique avant la Restauration. 
Maire de Plouagat en juin 1814, inspecteur général de la garde nationale des Côtes-du-Nord le 14 mars 1815 et président du collège électoral de Guingamp en 1824, il fut élu député des Côtes-du-Nord, le 25 février 1824, et réélu, le 17 novembre 1827, puis, le 3 juillet 1830.
Quélen prit place dans la majorité royaliste, mais vota avec une certaine indépendance, et défendit contre les entreprises des ultras et contre les interprétations des ministres la charte constitutionnelle. 
Dévoué à la branche aînée, il donna sa démission aux journées de juillet.

## Sources
- « Amable de Quélen », dans Adolphe Robert et Gaston Cougny, Dictionnaire des parlementaires français, Edgar Bourloton, 1889-1891 [détail de l’édition]